# Sant Miquel i la Mare de Déu del Roser de Torigues
Sant Miquel i la Mare de Déu del Roser de Torigues és la capella de la masia de Torigues, al municipi de Santa Maria d'Oló, a la comarca del Bages tot i que popularment unida a la comarca natural del Moianès. Es tracta d'una capella petita, d'una sola nau, situada en el complex d'edificis de la masia de Torigues, a llevant de Santa Maria d'Oló. És l'edifici que n'ocupa l'angle nord-oest.